# I liga polska w piłce nożnej (1970/1971)
I Liga w piłce nożnej 1970/71 – 37. edycja najwyższych w hierarchii rozgrywek ligowych polskiej klubowej piłki nożnej.
| Poziomy rozgrywkowe w sezonie 1970/1971 | Poziomy rozgrywkowe w sezonie 1970/1971 | Poziomy rozgrywkowe w sezonie 1970/1971 |
| Rozgrywki                               | P                                       | Nazwa                                   |
| --------------------------------------- | --------------------------------------- | --------------------------------------- |
| Centralne                               | I                                       | I liga                                  |
| Centralne                               | II                                      | II liga                                 |
| Makroregionalne                         | III                                     | III Liga (4 grupy)                      |
| Okręgowe (17 okręgów)                   | IV                                      | Liga okręgowa                           |
| Okręgowe (17 okręgów)                   | V                                       | A klasa                                 |
| Okręgowe (17 okręgów)                   | VI                                      | B klasa                                 |

## Informacje
- Mistrz Polski: Górnik Zabrze (9. tytuł mistrzowski)
- Wicemistrz Polski: Legia Warszawa
- spadek do II Ligi: GKS Katowice, ROW Rybnik

- start w Pucharze Europy: Górnik Zabrze
- start w Pucharze Zdobywców Pucharów: Zagłębie Sosnowiec[1]
- start w Pucharze UEFA: Legia Warszawa, Zagłębie Wałbrzych

## Drużyny
W I Lidze Polskiej 1970/1971 występowało 14 zespołów, które walczyły o tytuł Mistrza Polski w piłce nożnej 1971:
| Uczestnicy poprzedniej edycji                                                                                 | Uczestnicy poprzedniej edycji | Uczestnicy poprzedniej edycji | Uczestnicy poprzedniej edycji |
| --- | ----------------------------- | ----------------------------- | ----------------------------- |
| LEG | Legia Warszawa                | 1                             |                               |
| RCH | Ruch Chorzów                  | 2                             |                               |
| GZA | Górnik Zabrze                 | 3                             |                               |
| PBT | Polonia Bytom                 | 4                             |                               |
| ZSO | Zagłębie Sosnowiec            | 5                             |                               |
| GWA | Gwardia Warszawa              | 6                             |                               |
| KAT | GKS Katowice                  | 7                             |                               |
| WKR | Wisła Kraków                  | 8                             |                               |
| STR | Stal Rzeszów                  | 9                             |                               |
| SZO | Szombierki Bytom              | 10                            |                               |
| ZAG | Zagłębie Wałbrzych            | 11                            |                               |
| POG | Pogoń Szczecin                | 12                            |                               |
| Awans z II ligi 1969/1970                                                                                     |                               |                               |                               |
| ROW | ROW Rybnik                    | 1                             |                               |
| SMI | Stal Mielec                   | 2                             |                               |
| Oznaczenia: - kolumna pierwsza – skróty nazw drużyn, - kolumna trzecia – miejsce zajęte w poprzednim sezonie. |                               |                               |                               |

## Rozgrywki

### Tabela
| Lp. | Drużyna            | M  | Z  | R  | P  | Bramki | Bramki | Różn. | Pkt | Uwagi                                |
| --- | ------------------ | -- | -- | -- | -- | ------ | ------ | ----- | --- | ------------------------------------ |
| 1   | Górnik Zabrze (M)  | 26 | 17 | 5  | 4  | 43     | 21     | +22   | 39  | Puchar Europy • I runda              |
| 2   | Legia Warszawa     | 26 | 14 | 6  | 6  | 39     | 20     | +19   | 34  | Puchar UEFA • I runda                |
| 3   | Zagłębie Wałbrzych | 26 | 10 | 7  | 9  | 24     | 24     | 0     | 27  | Puchar UEFA • I runda                |
| 4   | Pogoń Szczecin     | 26 | 9  | 9  | 8  | 23     | 32     | −9    | 27  |                                      |
| 5   | Ruch Chorzów       | 26 | 8  | 9  | 9  | 43     | 32     | +11   | 25  |                                      |
| 6   | Szombierki Bytom   | 26 | 9  | 7  | 10 | 30     | 32     | −2    | 25  |                                      |
| 7   | Zagłębie Sosnowiec | 26 | 8  | 9  | 9  | 32     | 37     | −5    | 25  | Puchar Zdobywców Pucharów • I runda1 |
| 8   | Wisła Kraków       | 26 | 8  | 9  | 9  | 26     | 36     | −10   | 25  |                                      |
| 9   | Stal Rzeszów       | 26 | 6  | 12 | 8  | 34     | 26     | +8    | 24  |                                      |
| 10  | Stal Mielec        | 26 | 8  | 8  | 10 | 27     | 33     | −6    | 24  |                                      |
| 11  | Gwardia Warszawa   | 26 | 8  | 7  | 11 | 24     | 28     | −4    | 23  |                                      |
| 12  | Polonia Bytom      | 26 | 5  | 13 | 8  | 15     | 22     | −7    | 23  |                                      |
| 13  | ROW Rybnik (S)     | 26 | 7  | 8  | 11 | 15     | 22     | −7    | 22  | Spadek do II ligi                    |
| 14  | GKS Katowice (S)   | 26 | 4  | 13 | 9  | 20     | 30     | −10   | 21  | Spadek do II ligi                    |

### Wyniki
| Gość → Gospodarz   | GKS | Górnik | Gwardia | Legia Warszawa | Pogoń Szczecin | Polonia | Rybnik | Ruch | Stal M. | Stal Rz. | Szombierki | Wisła | Zagłębie S. | Zagłębie W. |
| GKS Katowice       |     | 1:1    | 0:0     | 1:0            | 3:0            | 0:0     | 0:1    | 0:0  | 1:1     | 0:0      | 0:0        | 1:3   | 1:1         | 0:0         |
| Górnik Zabrze      | 2:0 |        | 1:0     | 3:1            | 0:0            | 2:0     | 1:0    | 1:0  | 1:0     | 2:1      | 4:3        | 2:2   | 5:0         | 1:0         |
| Gwardia Warszawa   | 0:0 | 0:1    |         | 1:0            | 0:2            | 2:0     | 3:0    | 0:3  | 3:1     | 1:1      | 1:0        | 1:0   | 4:2         | 0:1         |
| Legia Warszawa     | 3:2 | 0:2    | 1:0     |                | 0:0            | 0:0     | 3:0    | 3:1  | 1:0     | 1:0      | 2:0        | 3:1   | 3:3         | 3:0         |
| Pogoń Szczecin     | 3:2 | 1:1    | 1:0     | 0:4            |                | 0:2     | 1:0    | 1:0  | 1:1     | 1:1      | 5:1        | 1:0   | 1:1         | 2:1         |
| Polonia Bytom      | 0:2 | 2:4    | 1:1     | 0:0            | 0:0            |         | 1:1    | 0:3  | 1:2     | 0:0      | 1:1        | 0:0   | 1:0         | 1:0         |
| ROW Rybnik         | 0:1 | 1:0    | 0:1     | 0:0            | 0:1            | 0:0     |        | 1:1  | 2:1     | 1:0      | 1:0        | 4:0   | 0:0         | 2:0         |
| Ruch Chorzów       | 2:2 | 3:2    | 4:2     | 2:4            | 6:0            | 0:1     | 1:1    |      | 1:2     | 2:2      | 0:1        | 1:1   | 4:1         | 4:0         |
| Stal Mielec        | 1:1 | 2:3    | 0:0     | 0:0            | 0:0            | 1:0     | 0:0    | 1:2  |         | 1:0      | 0:0        | 5:2   | 2:0         | 1:4         |
| Stal Rzeszów       | 4:1 | 0:1    | 2:2     | 1:3            | 2:0            | 1:1     | 0:0    | 1:1  | 3:0     |          | 3:2        | 6:0   | 1:2         | 1:1         |
| Szombierki Bytom   | 4:0 | 0:2    | 1:1     | 1:2            | 3:1            | 0:2     | 1:0    | 1:0  | 3:0     | 1:0      |            | 2:2   | 3:3         | 1:0         |
| Wisła Kraków       | 1:0 | 1:0    | 1:0     | 1:0            | 2:0            | 0:0     | 2:0    | 2:2  | 1:2     | 1:1      | 0:0        |       | 0:3         | 2:0         |
| Zagłębie Sosnowiec | 1:1 | 2:0    | 2:0     | 0:2            | 1:1            | 2:1     | 3:0    | 0:0  | 1:2     | 1:3      | 0:1        | 1:0   |             | 2:1         |
| Zagłębie Wałbrzych | 2:0 | 1:1    | 3:1     | 1:0            | 1:0            | 0:0     | 1:0    | 2:0  | 2:1     | 0:0      | 2:0        | 1:1   | 0:0         |             |

## Statystyka sezonu
- Rozegrano 182 mecze
- Strzelono 395 goli
- Średnia goli na mecz: 2,17
- Zwycięstw gospodarzy: 86
- Remisów: 61
- Zwycięstw gości: 35

### Najlepsi Strzelcy
| Gole | Strzelcy             | Drużyny            |
| ---- | -------------------- | ------------------ |
| 13   | Andrzej Jarosik      | Zagłębie Sosnowiec |
| 11   | Edward Herman        | Ruch Chorzów       |
| 11   | Grzegorz Lato        | Stal Mielec        |
| 10   | Włodzimierz Lubański | Górnik Zabrze      |

Opracowano na podstawie: 

## Klasyfikacja medalowa mistrzostw Polski po sezonie
Tabela obejmuje wyłącznie zespoły mistrzowskie.
|     | Klub             |    |   |   |
| --- | ---------------- | -- | - | - |
| 1.  | Ruch Chorzów     | 10 | 4 | 5 |
| 2.  | Górnik Zabrze    | 9  | 2 | 4 |
| 3.  | Cracovia         | 5  | 2 | 2 |
| 4.  | Wisła Kraków     | 4  | 8 | 6 |
| 5.  | Legia Warszawa   | 4  | 3 | 4 |
| 6.  | Pogoń Lwów       | 4  | 3 | 0 |
| 7.  | Warta Poznań     | 2  | 5 | 7 |
| 8.  | Polonia Bytom    | 2  | 4 | 2 |
| 9.  | Polonia Warszawa | 1  | 2 | 2 |
| 10. | ŁKS Łódź         | 1  | 1 | 2 |
| 11. | Garbarnia Kraków | 1  | 1 | 0 |